# Vlasta Burian
Vlasta Burian, född 9 april 1891 i Liberec, Böhmen, Österrike-Ungern, död 31 januari 1962 i Prag, Tjeckoslovakien, var en tjeckisk skådespelare. Under 1930-talet var han mycket populär i sitt hemland för sin komik som ofta inkluderade akrobatiska färdigheter och blev känd som "kungen av komedi". Efter andra världskrigets slut anklagades han för kollaboration med ockupationsmakten i protektoratet Böhmen-Mähren, vilket gjorde att hans karriär avstannade och aldrig helt återhämtade sig. Han återkom dock på 1950-talet i några filmroller, till exempel i sagofilmen Byl jednou jeden král. Han benådades postumt 1994.

## Filmografi, urval
- 1931 – To neznáte Hadimršku
- 1934 – Nezlobte dědečka
- 1938 – Ducháček to zařídí
- 1939 – U pokladny stál...
- 1940 – Baron Prášil
- 1955 – Byl jednou jeden král...